# Ivan Borovnjak
Ivan Borovnjak (ur. 4 lipca 1988) – serbski siatkarz, reprezentant kraju, grający na pozycji przyjmującego. 

## Sukcesy klubowe
Liga serbska:
- 2007

Klubowe Mistrzostwa Afryki:
- 2013

Liga rumuńska:
- 2019

Liga emiracka:
- 2024[3]